# Splitska banka
Splitska banka, pełna nazwa Société Générale – Splitska banka d.d. – chorwacki bank uniwersalny z siedzibą w Splicie.
Został założony w 1965 roku pod nazwą Komunalna banka, a następnie funkcjonował jako Investicijsko-komercijalna banka. W 2006 roku stał się częścią grupy Société Générale. W 2017 roku 100% akcji Splitskiej banki zostało nabyte za 425 milionów euro przez węgierski OTP Bank. W wyniku integracji, w 2018 roku bank został połączony z OTP Banka Hrvatska.